# سرخرگ مرکزی شبکیه
سرخرگ مرکزی شبکیه (انگلیسی: Central retinal artery) اولین شاخهٔ سرخرگ چشمی است که رشته‌های عصب بینایی و بخش داخلی شبکیه را خون‌رسانی می‌کند.
سرخرگ مرکزی شبکیه در زیر عصب بینایی، در درون غلاف سخت‌شامه چشم ادامه دارد.